# Esteban Echegaray
Esteban Echegaray fue un comandante militar de Arizpe. Gobernador intendente de las provincias de Sonora y Sinaloa, substituyó interinamente durante breves meses al brigadier Cordero en 1817.